# 稲田賢人
稲田 賢人（いなだ けんと、1998年12月19日 - ）は、日本の元子役。放映新社に所属していた。
2016年から映像コンテンツ権利処理機構に連絡のとれない権利者として掲載されている。

## 出演

### テレビドラマ
- 連続テレビ小説 ウェルかめ（2009年9月 - 2010年3月、NHK） - 勅使河原重緒 役
- 連続テレビ小説 カーネーション（2011年、NHK） - 佐藤寛太（少年時代） 役

### 舞台
- 女ひとり〜ミヤコ蝶々物語〜（2008年10月、大阪松竹座）
- 愛の戦士たち〜里見八犬伝〜（2010年8月、ドーンセンター） - 犬江親兵衛（少年時代） 役